# Lliga espanyola d'hoquei patins masculina 2023-24
L'OK Lliga 2023-24, coneguda per motius de patrocini com Parlem OK Lliga, va ser la 55.ª edició del torneig de primer nivell del campionat espanyol d'hoquei sobre patins en categoria masculina. Va estar organitzat per la Real Federació Espanyola de Patinatge. El campió va ser el FC Barcelona.
El màxim golejador de la fase regular va ser el portuguès João Miguel Rodrigues amb 42 dianes, seguit del jugador del CP Calafell Arnau Xaus amb 31 i Pau Bargalló amb 29.
Al final de la fase regular varen descendir a OK Plata el CP HC Rivas i el CH Mataró. Després de la fase de play-out el CH Girona també va descendir a OK Plata en perdre contra  el PAS Alcoi.

## Equips
| Equipo                 | Localidad                | Pabellón                                    | Temporada anterior |
| ---------------------- | ------------------------ | ------------------------------------------- | ------------------ |
| Fútbol Club Barcelona  | Barcelona                | Palau Blaugrana                             | OK Liga            |
| Hockey Club Liceo      | La Coruña                | Palacio de los Deportes de Riazor           | OK Liga            |
| Club Patí Calafell     | Calafell                 | Pabelló Joan Ortoll                         | OK Liga            |
| Reus Deportiu          | Reus                     | Palau d'esports Reus Deportiu               | OK Liga            |
| Club Esportiu Noia     | Sant Sadurní d'Anoia     | Pabelló Olímpic de l'Ateneu                 | OK Liga            |
| CE Lleida Llista Blava | Lleida                   | Pabelló 11 de Setembre                      | OK Liga            |
| Igualada Hoquei Club   | Igualada                 | Poliesportiu Les Comes                      | OK Liga            |
| P.A.S Alcoi            | Alcoi                    | Poliesportiu Municipal Francisco Laporta    | OK Liga            |
| Club Hoquei Caldes     | Caldes de Montbui        | La Torre Roja                               | OK Liga            |
| Club Patí Voltregà     | Sant Hipòlit de Voltregà | Pabelló Municipal d'Esports                 | OK Liga            |
| Girona Club de Hoquei  | Girona                   | Pabelló de Palau II                         | OK Liga            |
| CP Rivas Las Lagunas   | Rivas Vaciamadrid        | Polideportivo Municipal Cerro del Telégrafo | OK Liga Plata      |
| Club Hoquei Mataró     | Mataró                   | Pabelló Municipal Jaume Parera i León       | OK Liga Plata      |
| Hoquei Club Sant Just  | Sant Just Desvern        | Complex Esportiu MunicipalLa Bonaigua       | OK Liga Plata      |

## Classificació

### Fase regular
|                                                                 | Equip                     | Punts | J  | G  | E  | P  | GF  | GC  | DG  |
| --------------------------------------------------------------- | ------------------------- | ----- | -- | -- | -- | -- | --- | --- | --- |
| 1                                                               | FC Barcelona              | 68    | 26 | 22 | 2  | 2  | 145 | 49  | 96  |
| 2                                                               | CE Noia Freixenet         | 52    | 26 | 14 | 10 | 2  | 94  | 66  | 28  |
| 3                                                               | Deportivo Liceo           | 46    | 26 | 14 | 4  | 8  | 89  | 66  | 23  |
| 4                                                               | Reus Deportiu Virginias   | 42    | 26 | 12 | 6  | 8  | 89  | 72  | 17  |
| 5                                                               | Parlem Calafell           | 38    | 26 | 11 | 5  | 10 | 82  | 80  | 2   |
| 6                                                               | CP Voltregà Movento Stern | 37    | 26 | 11 | 4  | 11 | 79  | 89  | -10 |
| 7                                                               | Igualada Rigat HC         | 36    | 26 | 10 | 6  | 10 | 75  | 81  | -6  |
| 8                                                               | Hoquei Club Sant Just     | 35    | 26 | 10 | 5  | 11 | 74  | 74  | 0   |
| 9                                                               | Finques Prats Lleida      | 35    | 26 | 10 | 5  | 11 | 76  | 78  | -2  |
| 10                                                              | Recam Làser CH Caldes     | 34    | 26 | 10 | 4  | 12 | 66  | 85  | -19 |
| 11                                                              | PAS Alcoi                 | 34    | 26 | 11 | 1  | 14 | 70  | 79  | -9  |
| 12                                                              | Garatge Plana Girona CH   | 23    | 26 | 6  | 5  | 15 | 52  | 87  | -35 |
| 13                                                              | Adiss Hockey Rivas        | 23    | 26 | 6  | 5  | 15 | 63  | 102 | -39 |
| 14                                                              | Club Hoquei Mataró        | 11    | 26 | 3  | 2  | 21 | 55  | 101 | -46 |
| Font: Federación Española de Patinaje; actualització automàtica |                           |       |    |    |    |    |     |     |     |

### Playoff
|  | Quarts de final           | Quarts de final         |                   |   | Semifinals | Semifinals |  |  | Final | Final |
|  |                           |                         |                   |   |            |            |  |  |       |       |
|  |                           |                         |                   |   |            |            |  |  |       |       |
|  |                           |                         |                   |   |            |            |  |  |       |       |
|  | Barça                     | 2                       |                   |   |            |            |  |  |       |       |
|  | Barça                     | 2                       |                   |   |            |            |  |  |       |       |
|  | Hoquei Club Sant Just     | 0                       |                   |   |            |            |  |  |       |       |
|  | Hoquei Club Sant Just     | 0                       | Barça             | 3 |            |            |  |  |       |       |
|  |                           |                         | Barça             | 3 |            |            |  |  |       |       |
|  |                           | Reus Deportiu Virginias | 1                 |   |            |            |  |  |       |       |
|  | Reus Deportiu Virginias   | Reus Deportiu Virginias | 1                 | 2 |            |            |  |  |       |       |
|  | Reus Deportiu Virginias   |                         |                   | 2 |            |            |  |  |       |       |
|  | Parlem Calafell           | 0                       |                   |   |            |            |  |  |       |       |
|  | Parlem Calafell           | 0                       | Barça             | 3 |            |            |  |  |       |       |
|  |                           |                         | Barça             | 3 |            |            |  |  |       |       |
|  |                           | CE Noia Freixenet       | 1                 |   |            |            |  |  |       |       |
|  | CE Noia Freixenet         | CE Noia Freixenet       | 1                 | 2 |            |            |  |  |       |       |
|  | CE Noia Freixenet         |                         |                   | 2 |            |            |  |  |       |       |
|  | Igualada Rigat HC         | 0                       |                   |   |            |            |  |  |       |       |
|  | Igualada Rigat HC         | 0                       | CE Noia Freixenet | 3 |            |            |  |  |       |       |
|  |                           |                         | CE Noia Freixenet | 3 |            |            |  |  |       |       |
|  |                           | Deportivo Liceo         | 2                 |   |            |            |  |  |       |       |
|  | Deportivo Liceo           | Deportivo Liceo         | 2                 | 2 |            |            |  |  |       |       |
|  | Deportivo Liceo           |                         |                   | 2 |            |            |  |  |       |       |
|  | CP Voltregà Movento Stern | 0                       |                   |   |            |            |  |  |       |       |
|  | CP Voltregà Movento Stern | 0                       |                   |   |            |            |  |  |       |       |